# Beňadovo
Beňadovo é um município da Eslováquia, situado no distrito de Námestovo, na região de Žilina. Tem 6,7 km² de área e sua população em 2018 foi estimada em 882 habitantes.

## Demografia
| Ano:        | 1994 | 2004    | 2014    | 2024    |
| ----------- | ---- | ------- | ------- | ------- |
| Broj ljudi: | 655  | 730     | 810     | 973     |
| Razlika:    |      | +11,45% | +10,95% | +20,12% |

| Ano:               | 2023 | 2024   |
| ------------------ | ---- | ------ |
| Número de pessoas: | 963  | 973    |
| Diferença:         |      | +1,03% |